# V1100 Геркулеса
V1100 Геркулеса (лат. V1100 Herculis) — тройная звезда в созвездии Геркулеса на расстоянии приблизительно 780 световых лет (около 239 парсек) от Солнца. Видимая звёздная величина звезды — от +11,26m до +10,92m.
Пара первого и второго компонентов — двойная затменная переменная звезда типа W Большой Медведицы (EW). Орбитальный период — около 0,3469 суток (8,3262 часа).
Открыта проектом ROTSE-1 в 2000 году*.

## Характеристики
Первый компонент — жёлто-белая звезда спектрального класса F9V*. Масса — около 1,609 солнечной, радиус — около 1,45 солнечного, светимость — около 2,58 солнечной. Эффективная температура — около 6093 K*.
Второй компонент — жёлто-белая звезда спектрального класса F. Масса — около 0,258 солнечной, радиус — около 0,67 солнечного, светимость — около 0,67 солнечной. Эффективная температура — около 6362 K*.
Третий компонент. Орбитальный период — около 25,7 года*.